# Olympische Sommerspiele 2020/Teilnehmer (Salomonen)
| Gelbes Symbol für Goldmedaillen mit stilisierten Olympischen Ringen | Graues Symbol für Silbermedaillen mit stilisierten Olympischen Ringen | Braundes Symbol für Bronzemedaillen mit stilisierten Olympischen Ringen |
| ------------------------------------------------------------------- | --------------------------------------------------------------------- | ----------------------------------------------------------------------- |
| —                                                                   | —                                                                     | —                                                                       |

Die Salomonen nahmen an den Olympischen Spielen 2020 in Tokio mit drei Sportlern in drei Sportarten teil. Es war die insgesamt zehnte Teilnahme an Olympischen Sommerspielen.

## Teilnehmer nach Sportarten

### Gewichtheben
| Athleten       | Wettbewerb             | Reißen  | Reißen | Stoßen  | Stoßen | Zweikampf | Zweikampf | Rang |
| Athleten       | Wettbewerb             | Gewicht | Rang   | Gewicht | Rang   | Gewicht   | Rang      | Rang |
| -------------- | ---------------------- | ------- | ------ | ------- | ------ | --------- | --------- | ---- |
| Frauen         |                        |         |        |         |        |           |           |      |
| Mary Kini Lifu | Federgewicht bis 55 kg | 67 kg   | 14     | 87 kg   | 14     | 154 kg    | 14        | 14   |

### Leichtathletik
Laufen und Gehen 
| Athleten       | Wettbewerb | Runde 1 | Runde 1 | Halbfinale | Halbfinale | Finale    | Finale | Rang |
| Athleten       | Wettbewerb | Zeit    | Rang    | Zeit       | Rang       | Zeit      | Rang   | Rang |
| -------------- | ---------- | ------- | ------- | ---------- | ---------- | --------- | ------ | ---- |
| Frauen         |            |         |         |            |            |           |        |      |
| Sharon Firisua | Marathon   | –       | –       | –          | –          | 3:02:10 h | 72     | 72   |

### Schwimmen
| Athleten             | Wettbewerb     | Vorlauf     | Vorlauf | Halbfinale    | Halbfinale    | Finale        | Finale        | Rang |
| Athleten             | Wettbewerb     | Zeit        | Rang    | Zeit          | Rang          | Zeit          | Rang          | Rang |
| -------------------- | -------------- | ----------- | ------- | ------------- | ------------- | ------------- | ------------- | ---- |
| Männer               |                |             |         |               |               |               |               |      |
| Edgar Richardson Iro | 100 m Freistil | 1:00,13 min | 70      | ausgeschieden | ausgeschieden | ausgeschieden | ausgeschieden | 70   |